# Saframbolu
Saframbolu é uma cidade da Turquia pertencente à província de Karabük junto ao Mar Negro. A região  encontra-se a quase 100 km a norte de Ancara, a quase 100 km da costa do Mar Negro, e a quase 9 km de Karabük. Devido à quantidade de monumentos da época do Império Otomano, a cidade de Saframbolu recebeu o título de Património da Humanidade pela UNESCO em 1994. A área protegida abarca una superfície de 341 ha.
A cidade e seus arredores são conhecidos por ter cultivado antigamente açafrão e ter alcançado bastante prosperidade com o seu comércio (século III a.C.). O nome da cidade provém etimologicamente do cultivo do açafrão.

## Nativos notáveis
- Türker İnanoğlu, Produtor de cinema.

### Galeria

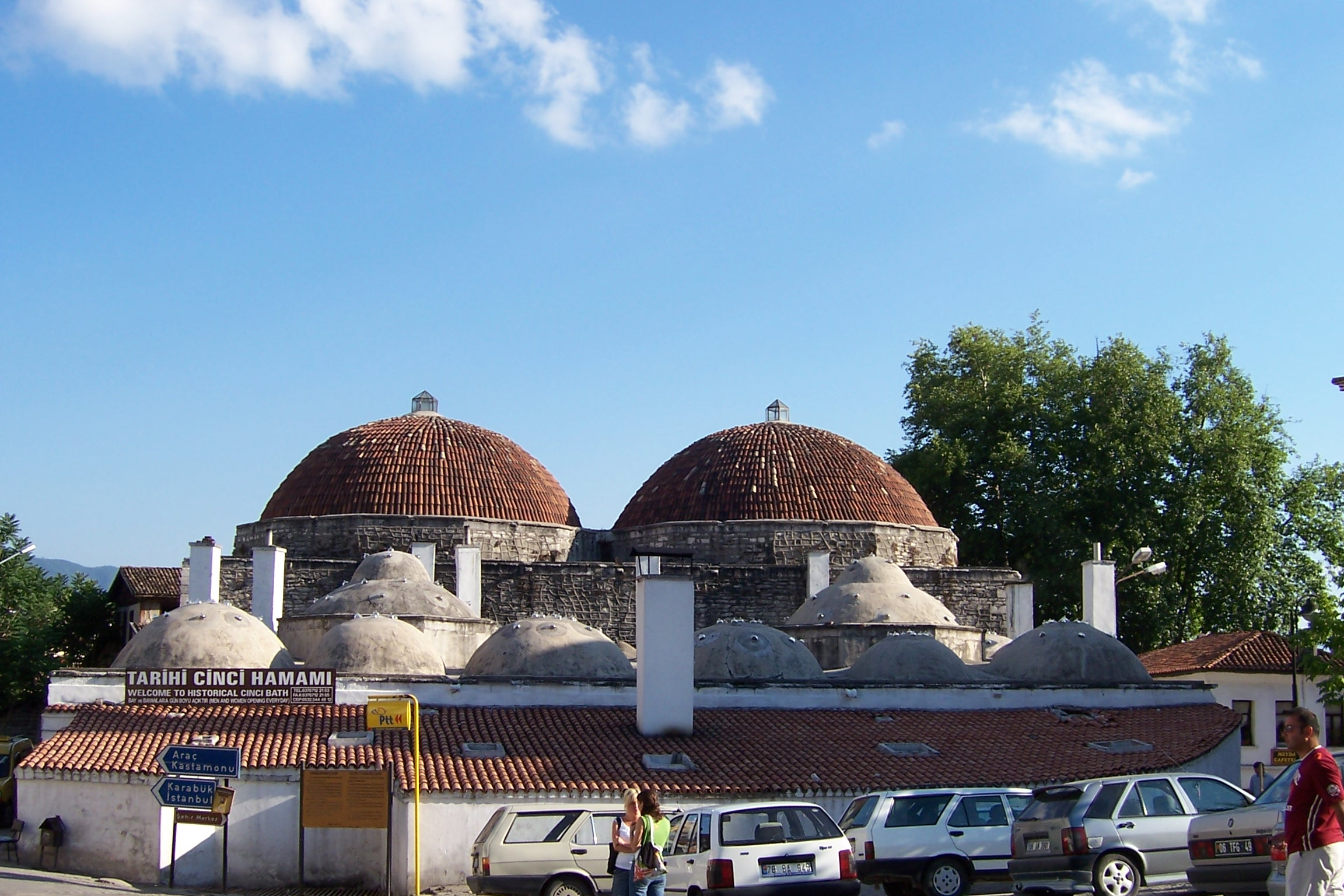
Cinci Hamamı